# Санкт-Петербургский государственный университет

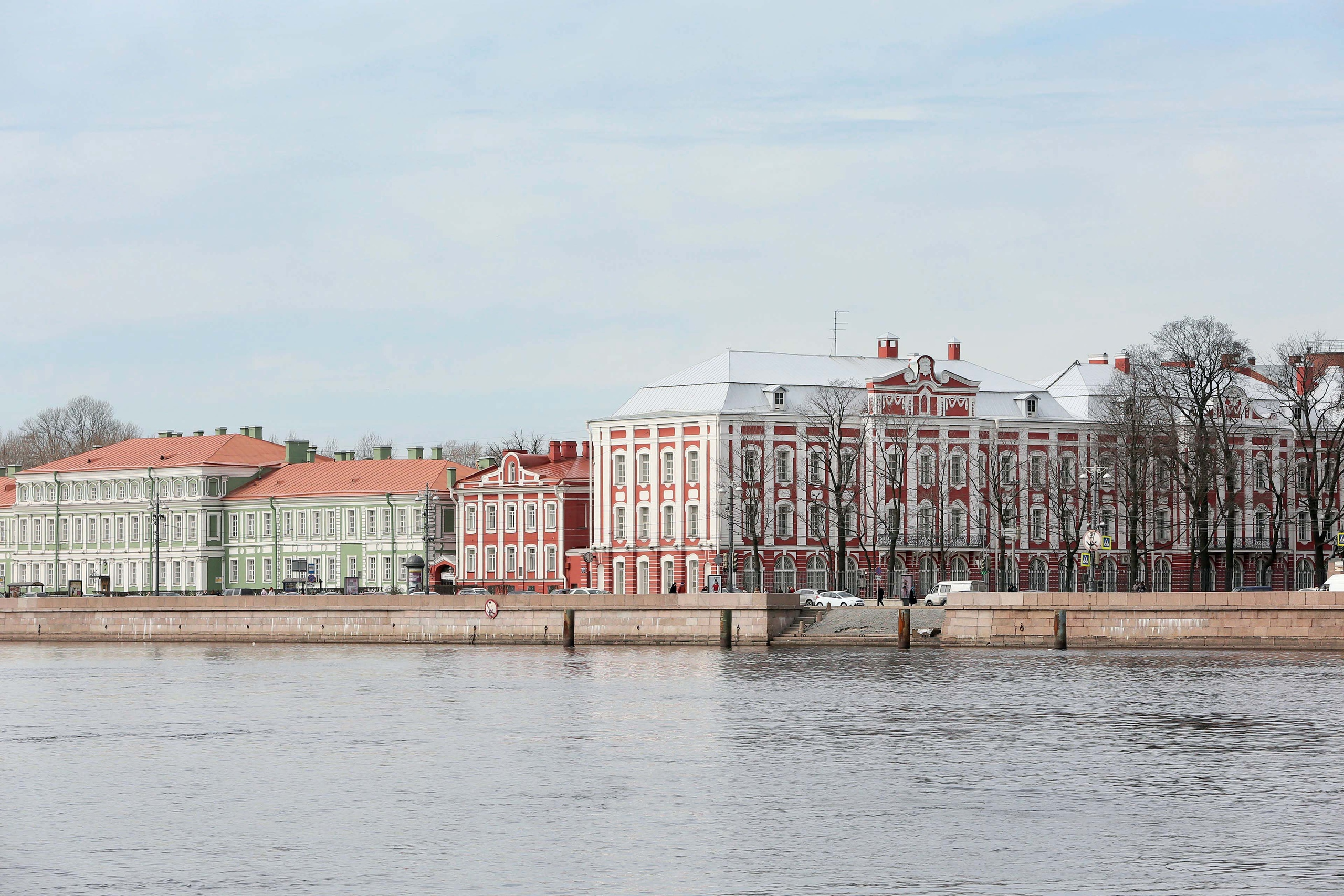
Фасад здания Двенадцати коллегий, выходящий на Университетскую набережную

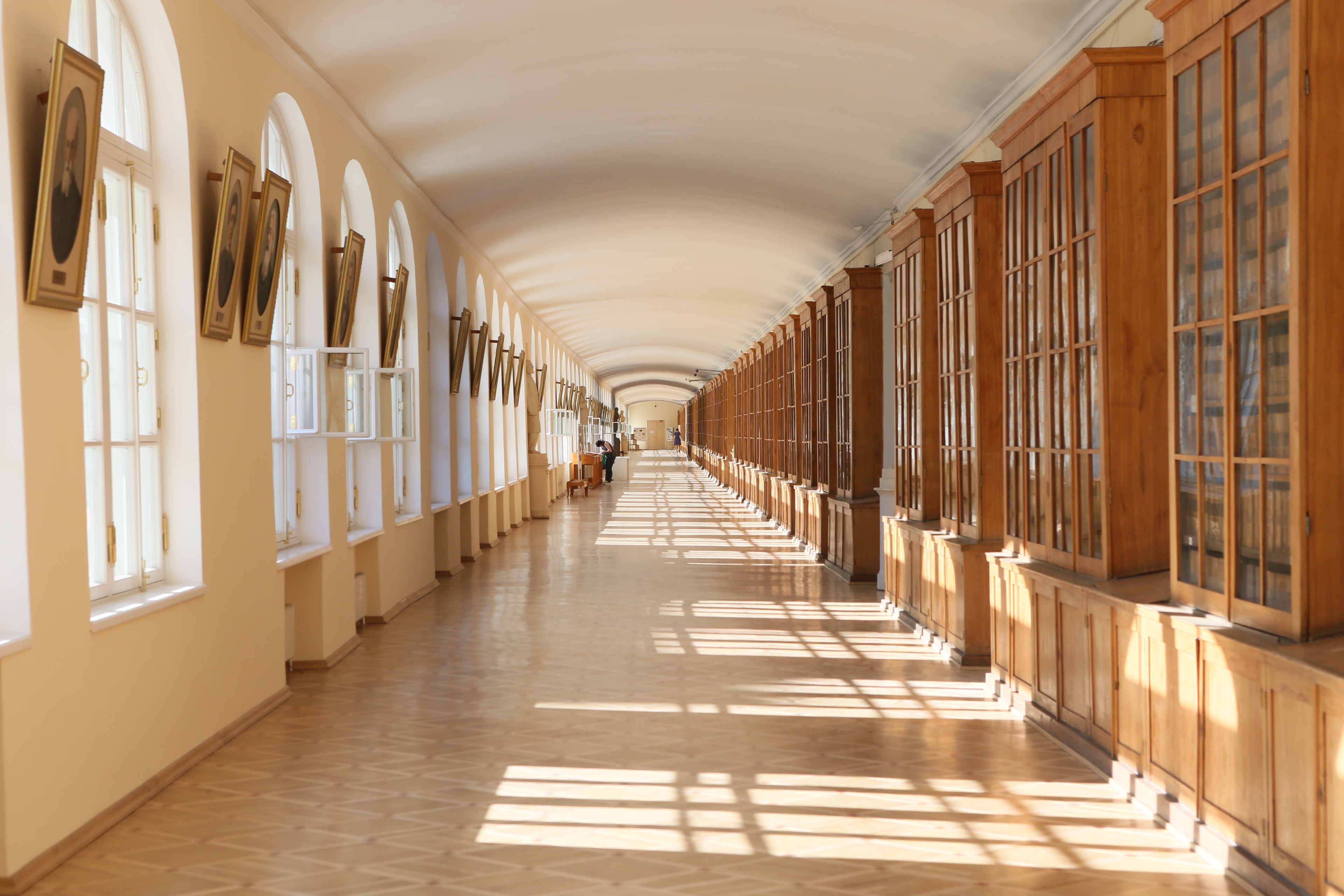
Коридор здания Двенадцати коллегий

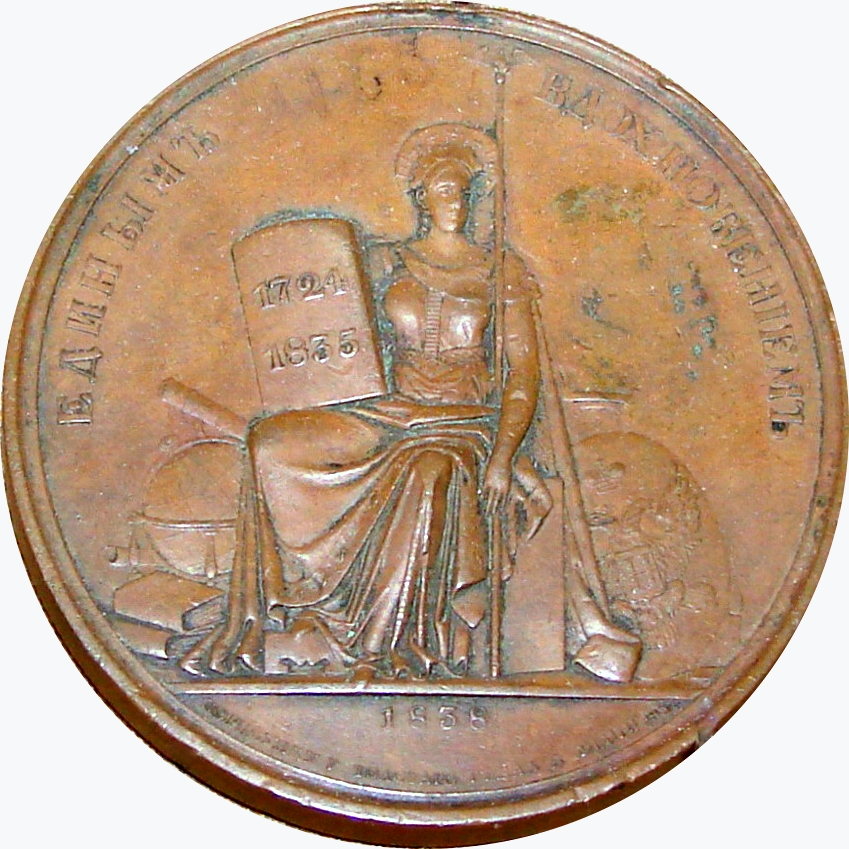
Памятная медаль «В память открытия Санкт-Петербургского университета». Бронза. 1838 год

Санкт-Петербу́ргский госуда́рственный университе́т (СПбГУ) — один из старейших университетов России, один из крупнейших и ведущих классических университетов.
Вуз богат своей историей и по сей день сохраняет статус одного из лидирующих вузов страны. На данный момент в СПбГУ насчитывается более 12 тысяч преподавателей и более 28 тысяч обучающихся. Главное здание университета — здание Двенадцати коллегий — расположено на Университетской набережной.

## История

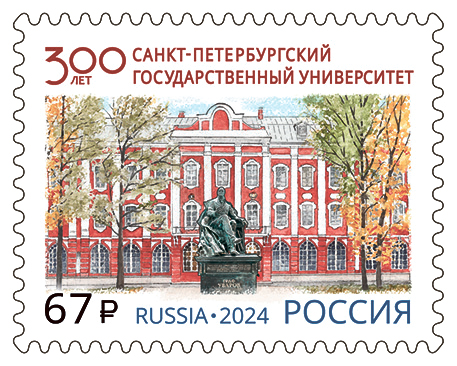
Марка Почты России, 2024 год. 300 лет Санкт-Петербургскому государственному университету

Вопрос о том, какую дату считать временем основания университета, неоднозначен и субъективен. Согласно одному мнению, поддерживаемому первоначально только ленинградскими историками, современный СПбГУ — преемник Академического университета, который был учреждён одновременно с Академией наук указом Петра I от 28 января (8 февраля) 1724 года (в частности, в 1758—1765 годах ректором Академического университета был М. В. Ломоносов). В настоящее время эта версия официально принята руководством университета и государства. В соответствии с этим в 2024 году на официальном уровне отмечается 300-летие университета.
Согласно же другой версии, поддерживавшейся как в дореволюционной, так и в позднейшей историографии, современный СПбГУ — преемник Императорского Санкт-Петербургского университета, который был создан в 1819 году в результате переименования и последующей реорганизации Главного педагогического института, ведущего свою историю от Учительской семинарии, основанной в 1786 году. За дату основания в этом случае нужно принять 8 (20) февраля 1819 года, указанную в докладе министра духовных дел и народного просвещения князя А. Н. Голицына, озаглавленном «Об учреждении университета в Санкт-Петербурге» и содержащем проект «Первоначальное образование С.-Петербургского университета», составленный попечителем Санкт-Петербургского учебного округа, действительным статским советником С. С. Уваровым.
Официальные названия
Первое время университет жил по Уставу Главного педагогического института, пока 4 (16) января 1824 года в нём не был введён в действие изменённый по обстоятельствам Устав Московского университета. 31 октября (12 ноября) 1821 года Санкт-Петербургскому университету было присвоено звание Императорского.
Университет менял свои официальные названия:
- 1819 — Санкт-Петербургский университет
- 1821 — Императорский Санкт-Петербургский университет
- 1914 — Императорский Петроградский университет
- 1917 — Петроградский университет
- 1918 — Первый Петроградский университет
- 1919 — Петроградский университет
- 1921 — Петроградский государственный университет
- 1924 — Ленинградский государственный университет
- 1933 — Ленинградский государственный университет имени А. С. Бубнова
- 1937 — Ленинградский государственный университет
- 1944 — Ленинградский ордена Ленина государственный университет
- 1948 — Ленинградский ордена Ленина государственный университет имени А. А. Жданова
- 1969 — Ленинградский ордена Ленина и ордена Трудового Красного Знамени государственный университет имени А. А. Жданова
- 1989 — Ленинградский ордена Ленина и ордена Трудового Красного Знамени государственный университет
- 1991 — Санкт-Петербургский государственный университет[17][18]

Современный статус
11 ноября 2009 года Президент России Дмитрий Медведев подписал закон, регулирующий деятельность двух ведущих вузов России — МГУ и СПбГУ. Университетам был присвоен особый статус «уникальных научно-образовательных комплексов, старейших вузов страны, имеющих огромное значение для развития российского общества». Согласно закону, СПбГУ получил право выдавать выпускникам дипломы собственного образца с собственной гербовой печатью. Кроме того, оба университета получили право иметь свои собственные образовательные стандарты. И в Санкт-Петербургском университете первыми в современной России разработали, утвердили и внедрили в учебный процесс собственные образовательные стандарты вместо Федеральных государственных образовательных стандартов (ФГОС). Собственные образовательные стандарты публикуются на сайте университета.
В соответствии с законом выборность ректора была отменена. Срок полномочий руководителя вуза, назначаемого Президентом России, ограничен шестью годами. При этом Президент получил полномочия переназначать на новый срок либо досрочно освобождать ректора от занимаемой должности. Президент РФ также может дважды продлевать полномочия ректора на новый срок по достижении руководителем университета предельного возраста, установленного для этой должности. Устав СПбГУ утверждается Правительством. Новый устав СПбГУ, воплотивший положения закона об особом статусе университета, был утверждён Правительством России 31 декабря 2010 года. Согласно уставу, ректор получил широкие полномочия в принятии решений о создании (реорганизации, упразднении) структурных подразделений СПбГУ (факультетов, кафедр) и утверждении в должности их руководителей.
Запланирована постройка нового кампуса университета в Пушкине.
Празднование 300-летия СПбГУ
В 2024 году университет отпраздновал свой трехсотлетний юбилей.
Центральный банк Российской Федерации в юбилейный год выпустил в обращение памятную серебряную монету «300-летие Санкт-Петербургского государственного университета».
Серебряная монета номиналом 3 рубля, посвященная юбилею СПбГУ, вышла в серии «Исторические события». Масса драгоценного металла в чистоте — 31,1 грамма, проба сплава — 925.
На лицевой стороне расположено рельефное изображение государственного герба Российской Федерации, надписи «Российская Федерация» и «Банк России», указаны номинал и год выпуска. Также на ней представлены обозначение металла по периодической системе элементов Дмитрия Менделеева, проба сплава, товарный знак Санкт Петербургского монетного двора и масса драгоценного металла в чистоте.
На оборотной стороне монеты расположены рельефные изображения здания Двенадцати коллегий — главного здания Санкт Петербургского университета и герба СПбГУ в обрамлении узора из линий, выполненного в технике лазерного матирования. Вверху по окружности расположена надпись «Санкт Петербургский государственный университет», внизу — «осн. в 1724 г.»
На космодроме Байконур состоялся запуск ракеты, украшенной ливреей к 300-летию Санкт Петербургского государственного университета.
К 300 летию СПбГУ на борту МКС появился флаг университета. Он прибыл на МКС вместе с членами экипажа пилотируемого корабля «Союз МС 25» и был подписан космонавтами в невесомости.
Флаг проделал долгий путь от штаб-квартиры Роскосмоса до околоземной орбиты и оказался на борту Международной космической станции на высоте более 400 километров.
В СПбГУ в честь 300-летия университета открыли фонтан «Петр Первый». Посетить его можно со стороны Университетской набережной около дома 13.

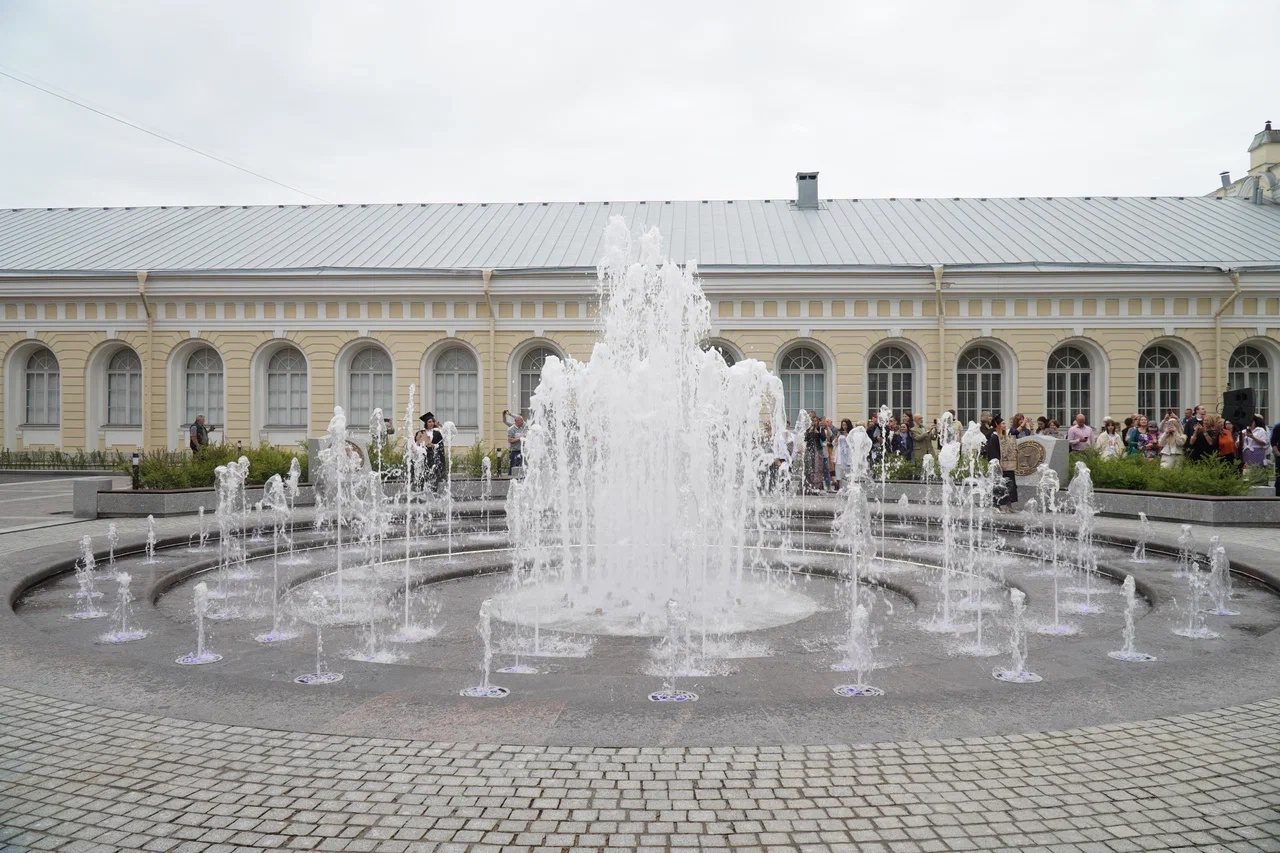
Фонтан «Петр Первый» в честь 300-летия СПбГУ

Он представляет собой композицию из гранита, выполненную в виде символических ступеней. Каждый из элементов олицетворяет важные для университета составляющие: Науку как двигатель прогресса и развития, Образование, воспитывающее личность, Искусство, формирующее высокую духовную культуру человека, и Традиции, обеспечивающие связь времен. Декоративное оформление фонтана подчеркивает многовековую связь университета с богатым культурным наследием не только Петербурга, но и страны.
Форменная одежда
В Российской империи студенты университета, как и студенты других вузов, носили форменную одежду. Фуражка студентов университета была тёмно-зелёного цвета с синим кантом и синим околышем.

## Инфраструктура
Здания университета расположены в Василеостровском, Петродворцовом, Центральном и Адмиралтейском районах Санкт-Петербурга, в Ленинградской и Белгородской областях, Краснодарском крае, Республике Карелия. Историческим главным зданием университета является здание Двенадцати коллегий (Санкт-Петербург, Университетская набережная, д. 7-9), а в Старом Петергофе расположен Петродворцовый учебно-научный комплекс.

## Руководство
В различные периоды истории университета должность его руководителя называлась по-разному. Ниже представлены руководители университета вместе с наименованием занимавшейся каждым из них должности, начиная с 1725 года.
1. Коль, Иоганн Петер, инспектор Академической гимназии[30] (1725—1726)
2. Байер, Готлиб Зигфрид, инспектор гимназии (1726—1738)
3. Крафт, Георг Вольфганг, инспектор гимназии (1738—1744)
4. Ле Руа, Пьер-Людовик, инспектор гимназии (1744—1748)
5. Миллер, Герхард Фридрих, ректор университета[31] (1747—1750)
6. Фишер, Иоганн-Эбергард, ректор гимназии (1748—1750), инспектор гимназии (1767—1768)
7. Крашенинников, Степан Петрович, ректор университета и гимназии (1750—1755)
8. Модерах, Карл Фридрих, и. о. ректора университета и гимназии (1755—1758), инспектор гимназии (1758—1761)
9. Ломоносов, Михаил Васильевич, руководил университетом и гимназией (1758—1765)
10. Котельников, Семён Кириллович (1761—1766)
11. Браун, Иосиф-Адам, ректор (1766—1768)
12. Бакмейстер, Гартвиг Людвиг Христиан, инспектор гимназии (1766—1767, 1768—1777)
13. Лепёхин, Иван Иванович, инспектор гимназии (1777—1794)
14. Янкович де Мириево, Фёдор Иванович, директор Главного народного училища и учительской семинарии (1783—1785)
15. Козодавлев, Осип Петрович, директор учительской семинарии (1785—1786)
16. Иноходцев, Пётр Борисович, инспектор гимназии (1794—1797)
17. Герман, Карл Фёдорович, ректор гимназии (1798—1804)
18. Кох, Иван Иванович, директор Учительской семинарии (1798—1804), директор Педагогического института в 1804 году
19. Кукольник, Василий Григорьевич, и. о. директора Педагогического института (1805—1811, 1816)
20. Энгельгардт, Егор Антонович, директор Педагогического института (1812—1816)
21. Кавелин, Дмитрий Александрович, директор Главного педагогического института (1816—1818), директор университета (1819—1823)
22. Балугьянский, Михаил Андреевич, ректор (1819—1821)
23. Зябловский, Евдоким Филиппович, и. о. ректора (1821—1825)
24. Дегуров, Антон Антонович, ректор (1825—1836)
25. Шульгин, Иван Петрович, ректор (1836—1840)
26. Плетнёв, Пётр Александрович, ректор (1840—1861)
27. Срезневский, Измаил Иванович и. о. ректора (1861)
28. Воскресенский, Александр Абрамович и. о. ректора (1861—1863), ректор (1865—1867)
29. Ленц, Эмилий Христианович, ректор (1863—1865)
30. Кесслер, Карл Фёдорович, ректор (1867—1873)
31. Редкин, Пётр Григорьевич, ректор (1873—1876)
32. Бекетов, Андрей Николаевич (1876—1883)
33. Андреевский, Иван Ефимович, ректор (1883—1887)
34. Владиславлев, Михаил Иванович, ректор (1887—1890)
35. Помяловский, Иван Васильевич, и. о. ректора в апреле — декабре 1890 года
36. Никитин, Пётр Васильевич, ректор (1890—1897)
37. Сергеевич, Василий Иванович, ректор (1897—1899)
38. Гольмстен, Адольф Христианович, ректор (1899—1903)
39. Жданов, Александр Маркеллович, ректор (1903—1905)
40. Боргман, Иван Иванович, ректор (1905—1910)
41. Гримм, Давид Давидович, ректор (1910—1911)
42. Гримм, Эрвин Давидович (Эрвин-Александр), ректор (1911—1918)
43. Иванов, Александр Александрович, ректор (1918—1919)
44. Жебелёв, Сергей Александрович, и. о. ректора в августе—сентябре 1919 года
45. Шимкевич, Владимир Михайлович, ректор (1919—1922)
46. Державин, Николай Севастьянович, ректор (1922—1925)
47. Томашевский, Всеволод Брониславович, руководил университетом с 1925 года, ректор (1926—1927)
48. Серебряков, Михаил Васильевич, ректор (1927—1930)
49. Никич-Криличевский, Юрий Николаевич, директор университета (1930—1932)
50. Серёжников, Виктор Константинович, директор университета (1932—1933)
51. Лазуркин, Михаил Семёнович, директор университета (1933—1937)
52. Березин, Борис Николаевич, и. о. директора университета (1937—1938)
53. Лукашёв, Константин Игнатьевич, директор университета (1938—1939)
54. Марченко, Артемий Романович, и. о. директора университета в июне—сентябре 1939 года
55. Золотухин, Пётр Васильевич, директор университета (1939—1941)
56. Вознесенский, Александр Алексеевич, ректор (1941—1948)
57. Домнин, Никита Андреевич, ректор (1948—1949)
58. Артамонов, Михаил Илларионович, и. о. ректора (январь—апрель 1950)
59. Ильюшин, Алексей Антонович, ректор (1950—1952)
60. Александров, Александр Данилович, ректор (1952—1964)
61. Кондратьев, Кирилл Яковлевич, ректор (1964—1970)
62. Макаров, Глеб Иванович, ректор (1970—1975)
63. Алесковский, Валентин Борисович, ректор (1975—1986)
64. Меркурьев, Станислав Петрович, ректор (1986—1993)
65. Вербицкая, Людмила Алексеевна, ректор (1993—2008), президент университета
66. Кропачев, Николай Михайлович, ректор (2008—н. в.)

## Учебно-научные подразделения
В состав университетского учебно-научного комплекса входит: 27 специальных факультетов и институтов, а также общеуниверситетская кафедра физической культуры и спорта, медицинский колледж, колледж физической культуры и спорта, экономики и технологии, Академическая гимназия имени Д. К. Фаддеева СПбГУ.
- Институт «Высшая школа журналистики и массовых коммуникаций»
- Институт «Высшая школа менеджмента»
- Институт наук о Земле
- Институт истории
- Институт философии
- Институт химии
- Институт педагогики
- Институт развития конкуренции и антимонопольного регулирования
- Институт когнитивных исследований
- Институт теологии
- Биологический факультет
- Восточный факультет
- Высшая школа безопасности труда
- Математико-механический факультет
- Медицинский институт
  - Медицинский колледж
- Факультет иностранных языков
- Факультет искусств
- Факультет математики и компьютерных наук
- Факультет международных отношений
- Факультет политологии
- Факультет прикладной математики — процессов управления
- Факультет психологии
- Факультет свободных искусств и наук
- Факультет социологии
- Факультет стоматологии и медицинских технологий
- Физический факультет
- Филологический факультет
- Экономический факультет
- Юридический факультет

Упразднённые факультеты
- Физико-математический (1819—1933)
- Историко-филологический (см. список деканов историко-филологического факультета СПбУ)
- «Камеральный факультет» — камеральный разряд (или «камеральное отделение») юридического факультета Императорского Санкт-Петербургского университета, см. камеральные науки
- Философско-юридический
- Рабочий (рабфак, см. рабочий факультет)
- Факультеты общественных наук (ФОН)
- Советского права (совправа)
- Языковедения и материальной культуры (Ямфак)
- Русского языка как иностранного (ФРЯКИ)

Научные подразделения
- Научно-исследовательский институт физики (НИИФ) им. В. А. Фока
- Научно-исследовательский институт радиофизики (НИИРФ)
- Научно-исследовательский институт математики и механики (НИИММ) им. В. И. Смирнова
- Научно-исследовательский институт вычислительной математики и процессов управления им. В. И. Зубова
- Научно-исследовательский астрономический институт (НИАИ) им. В. В. Соболева
- Научно-исследовательский институт химии
- Биологический научно-исследовательский институт (БНИИ)
- Институт трансляционной биомедицины (с 2015)[33]
- Научно-исследовательский институт информационных технологий
- Институт русского языка и культуры
- Институт письменного и устного перевода им. А. В. Фёдорова
- Научно-исследовательский институт проблем государственного русского языка[34]
- Институт теологии (с 2022)[35]
- Междисциплинарная исследовательская лаборатория им. П. Л. Чебышева
- Междисциплинарная исследовательская лаборатория «Оптика спина» им. И. Н. Уральцева
- Водный центр
- Институт Хо Ши Мина (с 19.05.2010)[36]
- Научно-исследовательский центр Арктики

## Рейтинги
Academic Ranking of World Universities (ARWU)
C 2012 года СПбГУ ежегодно входит в Шанхайский рейтинг лучших вузов мира по математике.
В 2021 году СПбГУ сохранил свои позиции, войдя в группу 301—400.
Financial Times
Высшая школа менеджмента СПбГУ в 2018 году вошла в рейтинг ведущих бизнес-школ Европы и заняла 52 строчку Financial Times European Business Schools Rankings.
В 2021 году магистерская программа Высшей школы менеджмента СПбГУ заняла 25 строчку среди 100 лучших программ магистратуры в мире и по-прежнему остаётся единственным представителем России в этом рейтинге.
За прошедшие восемь лет программе удалось подняться в рейтинге на 40 позиций, благодаря уникальности образовательного контента и поддержке выпускников и корпоративных партнёров.
QS
СПбГУ входит в 1 % лучших университетов мира.
СПбГУ входит в топ-100 рейтинга QS по бизнес-образованию. В 2017 году программы магистратуры «Корпоративные финансы» и «Менеджмент» Высшей школы менеджмента СПбГУ заняли 69 и 83 строчки, а программа совместного диплома CEMS MiM — 8 место.
СПбГУ входит в топ-100 предметных рейтингов QS по математике и по лингвистике, в топ-150 — по физике и астрономии и топ-200 — в компьютерных науках.
СПбГУ занял четвёртое место в рейтинге вузов развивающихся стран Европы и Центральной Азии в 2018 году.
В 2018 году СПбГУ занял 235 позицию, поднявшись на 5 пунктов относительно 2017 года.
В 2018 году СПбГУ впервые вошёл в предметный рейтинг QS по специальности «Медицина».
В 2018 году СПбГУ в предметном рейтинге QS занял 57 позицию по области знаний «Искусства и гуманитарные науки», 168 — в сфере общественных наук и 139 строчку в области «Естественные науки», поднявшись, соответственно, на 18, 54 и 62 позиции.
В 2021 году СПбГУ вошёл в сотню лучших вузов мира в области математики, философии, международных отношений и нефтяной инженерии.
Большой прорыв университет совершил в категориях «Философия» (здесь он перешёл из группы 151—200 в значительно более высокую — 51-100) и «Политика и международные исследования» (улучшил свои результаты с 101—150 до 51-100). По предмету «Математика» СПбГУ занимает 61 место в мире. Также к сотне лучших университет приближается в предметах «История», «Лингвистика» и «Современные языки» (везде в группе 101—150).
Кроме того, СПбГУ заметно улучшил свои показатели и в укрупнённых предметных областях. Например, в области «Общественные науки и менеджмент» он поднялся на 14 строчек по сравнению с прошлым годом — до 123 места в мире. А в областях «Искусство и гуманитарные науки» и «Естественные науки» СПбГУ расположился рядом с сотней лучших университетов мира, занимая 118 и 131 места соответственно.
В 2021 году СПбГУ вошёл в сотню лучших вузов по индикатору Alumni Outcomes, оценивающему данные о выпускниках университета, которые входят в авторитетные рейтинги успешных профессионалов из разных областей. По данному показателю Петербургский университет занимает 67 место в мире. В целом по сравнению с 2019 годом (в рейтинг не публиковался) Санкт-Петербургский университет улучшил свои позиции в ранжированном списке. Как показали результаты рейтинга этого года, 96,4 % выпускников Петербургского университета устраиваются на работу в течение первых 12 месяцев после выпуска. Также СПбГУ приблизился к сотне самых успешных вузов мира по критерию Employer — Student Connections. Взаимодействие с работодателями играет важную роль в жизни университета и его обучающихся. Сегодня в список партнёров СПбГУ входит более 2000 коммерческих компаний, научных и образовательных организаций из разных сфер, а также органы власти.
The Economist
Программа магистратуры «Менеджмент» СПбГУ вошла в рейтинг лучших программ в области менеджмента по версии журнала The Economist. Высшая школа менеджмента СПбГУ — единственный представитель России в рейтинге 2017 года. Дебютировав в списке лучших магистерских программ по менеджменту Which MBA? журнала The Economist, программа «Менеджмент» (Master in Management — MiM) ВШМ СПбГУ заняла 37 позицию.
В 2019 году программа СПбГУ Master in Management вошла в рейтинг издания The Economist и стала единственным российским участником рейтинга Masters in Management Ranking британского издания.
Times Higher Education (THE)
В 2016 году в рейтинге вузов мира с самой высокой репутацией World Reputation Rankings СПбГУ занял позицию 81-90. Также в 2016 году СПбГУ вошёл в список лучших университетов мира, выпускники которых наиболее готовы к профессиональной деятельности — Global Employability University Ranking.
В 2017 году Санкт-Петербургский университет вошёл в предметные рейтинги по социальным и гуманитарным наукам, а также бизнесу и экономике.
В 2018 году СПбГУ занял 34 место в рейтинге высших учебных заведений с наименьшим отношением числа студентов к числу преподавателей.
В 2021 году СПбГУ сохранил свои позиции в общем рейтинге, а также показал рост по трём группам показателей из пяти.Положительные изменения коснулись научно-исследовательской деятельности, привлекаемых средств от промышленности и уровня интернационализации вуза. Самый высокий результат СПбГУ получил по критерию «Преподавательская деятельность» — 43,7 балла. По этой группе показателей он занимает 164 место в мире и входит в 9,8 % лучших университетов.
Webometrics
По данным на начало 2017 года Санкт-Петербургский государственный университет занимал 1242 место в мире в рейтинге открытости вузов по версии Webometrics. К лету 2018 года вуз поднялся более чем на тысячу позиций — до 198 места международного рейтинга Transparent Ranking: Top Universities by Google Scholar Citations.
СПбГУ значительно улучшил позиции в международном рейтинге Webometrics по итогам 2020 года. За полгода СПбГУ поднялся в списке сразу на 58 строчек.Самый значительный рост СПбГУ продемонстрировал по критерию «Открытость», поднявшись за полгода по этому показателю на 207 пунктов. По критерию «Заметность» рост составил 49 пунктов.
RAEX
Академическая гимназия Санкт-Петербургского государственного университета входит в топ-30 лучших школ России рейтинга RAEX.
«Три миссии университета»
В 2021 году СПбГУ занял первое место в Петербурге и вошёл в топ-40 лучших вузов мира. Университет занял 36 место, улучшив свои позиции на четыре пункта по сравнению с прошлым годом и с большим отрывом опередив все петербургские вузы.
Nature
СПбГУ — единственный представитель России в рейтинге Nature Index Rising Stars. университет входит в 100 самых активно развивающихся научно-исследовательских организаций мира, по версии Nature.
The Center for World University Rankings (CWUR)
В рейтинге CWUR, составляемый Центром мировых рейтингов университетов со штаб-квартирой в Саудовской Аравии, по качеству образования СПбГУ занимает 81 место из 27 000 университетов мира.

## Студенты и профессорско-преподавательский состав
В Санкт-Петербургском университете 30 тыс. обучающихся и около 11 тыс. сотрудников, среди которых 24 академика РАН и РАО, 30 членов-корреспондентов РАН и РАО, 43 PhD, свыше 1,2 тыс. докторов наук и 2,7 тыс. кандидатов наук.

## Образовательные программы
В Санкт-Петербургском университете реализуются основные и дополнительные образовательные программы.
В 2023 году в СПбГУ реализуются 505 основных образовательных программ, среди которых 9 программ общего образования, 3 программы среднего профессионального образования, 118 программы бакалавриата и специалитета, 219 программа магистратуры, 149 программы аспирантуры по научным специальностям и 27 программ ординатуры. По каждым из них существует общественный совет.
Также в 2023 году в СПбГУ реализуются более тысячи дополнительных образовательных программ по следующим направлениям подготовки:
- Биология
- Востоковедение
- География, геология, геоэкология, почвоведение
- Журналистика и PR
- История
- Математика и ИТ
- Медицина
- Менеджмент
- Обществознание
- Социология
- Политология
- Психология
- Перевод и иностранные языки
- Реклама и связи с общественностью
- Русский язык как иностранный
- Свободные искусства и науки
- Физическая культура и спорт
- Филология
- Философия
- Физика
- Химия
- Экономика
- Юриспруденция
- Педагогика

## Приёмная кампания СПбГУ
Приём в Санкт-Петербургский университет ведётся раз в год. Как правило, приёмная кампания начинается весной и заканчивается летом (зависит от гражданства абитуриентов и уровней образования).
Чтобы создать условия для открытого отбора абитуриентов
- СПбГУ первым из вузов России, начиная с 2011 года, стал публиковать все решения и протоколы заседаний Приёмной комиссии на официальном сайте
- начиная с 2011 года, председатели всех предметных экзаменационных комиссий СПбГУ — независимые эксперты
- начиная с 2011 года, в состав предметных и апелляционных комиссий включены представители организаций-работодателей
- СПбГУ первым из вузов России стал приглашать журналистов СМИ присутствовать на заседаниях Приёмной комиссии[66]
- первым из вузов России внедрил аудио- и видеозапись всех вступительных испытаний, проходящих в устной и смешанной (устной и письменной) форме
- сведён к минимуму целевой приём (в 2007 году на целевые места было зачислено 24 студента, а в 2016 году — 9)[67]

## Диплом
Изначально дипломы в Российской империи назывались аттестатами. Процесс становления учёных степеней и научной аттестации занял почти столетие. Так, с 1819 года аттестат Петербургского университета начал содержать подписи ректора и отзывы об успехах студента по основным предметам. Документ подписывался всеми профессорами, читавшими основные курсы. Весь его текст помещался на одном листе, объединяя диплом и вкладыш в их современном понимании. В университете были не только собственные студенты, но и приходящие ученики. Вольнослушатели, чиновники и учителя, желавшие сдать экзамен на чин или право преподавания. По окончании курсов они получали лицензию.
До 1835 года удостоверения всех университетов России, в том числе и Петербургского, копировали внешний вид европейских дипломов. Но с принятием общеуниверситетского устава 1835 года форма и вид удостоверений унифицировались. В течение XIX века и до 1917 года формуляр и стилистка дипломов менялись незначительно. По большей части все они были одного образца: диплом выглядел как лист альбомного формата (примерно 50х40 см), печатался на толстой бумаге и был оформлен в лаконичном, строгом стиле. Заголовок был изящным, а общие параметры печатались наборным шрифтом — и только на русском. Правитель дел университетской канцелярии вносил индивидуальные сведения: имя студента, разряд, годы обучения, список прослушанных предметов с показателем успехов и характеристикой поведения («благонравное», «честное» и т. п.).
20 сентября 1878 года начали работу Высшие женские «Бестужевские» курсы. По их окончании выдавалось свидетельство. Его содержание повторяло записи университетского диплома, но у него был другой формат (50х35 см) и собственная печать.
В 1906 году в университетах ввели предметную систему. В диплом вписывали все прослушанные курсы, обязательные и дополнительные, а также оценку за дипломное сочинение. Альбомный формат заменили на книжный. В 20-е диплом заменили на «свидетельство», отказались от подписей администрации, а на замену появился угловатый штамп. От руки вписывали только номер и дату выдачи. Дифференцированные оценки заменили списком зачётов. Информация размещалась на нескольких страницах. Свидетельство складывалось как книжка из четырёх страниц.
Во второй половине 30-х годов университет вернулся к дипломам, выработал новую форму. Так появилась книжка с твёрдой обложкой, размером 11х15 см. На лицевой стороне — оттиск герба СССР и надпись «Диплом». Вся информация помещалась внутри. Подписи ставили председатель аттестационной комиссии, ректор и секретарь.
С 1996 по 2010 год выпускникам вручали дипломы о высшем профессиональном образовании единого государственного образца. Внешний вид диплома утвердили в 1994 году особым постановлением: гербовая бумага, тёмно-синяя или бордовая обложка, приложение. В последнее включали список дисциплин с оценками и количеством часов, список практик с продолжительностью и оценкой, итоги экзаменов и тему выпускной работы, тоже с оценкой. Диплом подписывали секретарь, декан и ректор.
В мае 2010 года, после закрепления за университетом «особого статуса», СПбГУ начал выдавать дипломы собственного образца на русском и английском языках.
На лицевой стороне обложки (красно-бордового цвета с вишнёвым оттенком 21,5х30 см) вытиснен герб университета с подписью Universitas Petropolitana (Санкт-Петербургский университет) и указанием года основания — 1724 римскими цифрами (MDCCXXIV). На внутреннем развороте вклеиваются четыре шёлковые ленточки — по одной у каждого из углов обложки. В образуемые уголки с левой стороны вставляется диплом, а с правой стороны — приложения к диплому (которое состоит из 12 страниц).
Приложение соответствует параметрам Diploma Supplement, одобренного Европейской комиссией, Советом Европы и ЮНЕСКО. В нём содержится перечень компонентов образовательной программы — лекционные курсы, семинарские занятия, лабораторные работы и результаты их освоения по шкале ECTS (Европейской системы переводов и накопления кредитов). В приложении также отражена информация о системе образования в России.
С 2016 года в дипломы выпускников включаются сведения о составах государственных экзаменационных комиссий, информация о работодателях, согласовавших темы выпускных квалификационных работ. Указываются сведения о научно-педагогических работниках, осуществлявших преподавание дисциплин, принимавших экзамены и зачёты по дисциплинам, а также информация о месте прохождения практик выпускником. Кроме того, с 2016 года в дипломах размещается QR-код, который позволяет узнать об успехах выпускника и ознакомиться с текстом его выпускной квалификационной работы.
Диплом СПбГУ имеет восемь степеней защиты. Это и бумага с эксклюзивным водяным знаком, и гильоширная сетка (сложный рисунок, состоящий из линий толщиной менее 0,1 миллиметра), разработанная специально для университета. Такой рисунок трудно повторить, в нём есть невидимые линии, которые просматриваются только в ультрафиолете, элементы изображения, исчезающие в инфракрасных лучах, но видимые при обычном освещении.

## Мегагранты
Одной из важнейших задач, стоящих перед СПбГУ, является реализация собственных программ поддержки научных исследований. В 2013 и 2014 годах в университете прошли конкурсы мегагрантов СПбГУ, по итогам которых были созданы 9 научно-исследовательских лабораторий под руководством ведущих российских и зарубежных учёных.
Лаборатории, созданные в рамках реализации программы мегагрантов
- Лаборатория «Центр алгоритмической биотехнологии», руководитель Павел Аркадьевич Певзнер, специалист в области биоинформатики, вычислительной биологии, системной биологии, кандидат физико-математических наук, профессор Калифорнийского университета в Сан-Диего (США)
- Лаборатория электронной и спиновой наносистем, руководитель — Евгений Владимирович Чулков, профессор университета Страны Басков (Испания)
- Лаборатория «Транснационализм и миграционные процессы: сравнительный и институциональный анализ», руководитель — Питер Кивисто, заслуженный профессор университета Турку (Финляндия)
- Лаборатория «Эффективность экономики и окружающая среда», руководитель — Фредерик ван дер Плоег, профессор Оксфордского университета (Великобритания), профессор Амстердамского свободного университета (Нидерланды), экс-министр сферы образования, культуры и науки Нидерландов
- Лаборатория «Интернационализация политически аффилированных фирм из стран с растущей экономикой», руководитель — Лилак Накум, профессор, Барух колледж, Городской университет Нью-Йорка (США)
- Лаборатория кластерного катализа, руководитель — Валентин Павлович Анаников, профессор Московского государственного университета, профессор Высшего химического колледжа РАН (Россия)
- Лаборатория анализа и моделирования социальных процессов, руководитель — Александр Дмитриевич Кныш, профессор исламоведения Мичиганского университета (США)
- Лаборатория биомолекулярного ядерного магнитного резонанса, руководитель — Николай Русланович Скрынников, профессор университета Пердью, Западный Лафайетт (США)
- Лаборатория биологии амилоидов, руководитель — Юрий Олегович Чернов, профессор Технологического института Джорджии (США)

Начиная с 2010 года прошло пять волн конкурса грантов Правительства Российской Федерации для государственной поддержки научных исследований, проводимых под руководством ведущих учёных в российских образовательных учреждениях высшего профессионального образования.
Лаборатории, выигравшие гранты Правительства
- Лаборатория геоморфологических и палеогеографических исследований полярных регионов и Мирового океана имени В. П. Кёппена, руководитель — Йорн Тиде, палеоклиматолог, бывший директор двух ведущих центров полярных исследований Alfred Wegener Institute и IFM-Geomar, почётный член РАН (Германия)
- Междисциплинарная исследовательская лаборатория имени П. Л. Чебышёва, руководитель — Станислав Константинович Смирнов, лауреат Филдсовской премии, профессор Женевского университета (Швейцария)
- Центр геномной биоинформатики имени Ф. Г. Добржанского, руководитель — Стефан Джеймс О’Брайен, ведущий биоинформатик, иностранный член РАН (США)
- Лаборатория оптики спина имени И. Н. Уральцева, руководитель — Алексей Витальевич Кавокин, заведующий кафедрой нанофизики и фотоники Саутгемптонского университета (Великобритания)
- Лаборатории механики перспективных массивных наноматериалов для инновационных инженерных приложений, руководитель — Руслан Зуфарович Валиев, директор Института физики перспективных материалов Уфимского государственного авиационного технического университета (Россия)
- Лаборатория «Фотоактивные нанокомпозитные материалы», руководитель — Детлеф Банеманн, профессор университета Вильгельма Лейбница (Германия)
- Лаборатория междисциплинарных исследований развития, руководитель — Елена Леонидовна Григоренко, профессор университета Хьюстона (США). Главный научный сотрудник СПбГУ (Россия)
- Лаборатория мозаики аутоиммунитета, руководитель — Иегуда Юлиус Шенфельд, профессор, основатель и руководитель Центра аутоиммунных заболеваний им. Заблудовича крупнейшей больницы Израиля — медицинского центра Шева при университете Тель-Авива, президент Международного конгресса по аутоиммунитету (Израиль)
- Лаборатория поведенческой нейродинамики, руководитель — Юрий Юрьевич Штыров, доктор философии, старший научный сотрудник в кембриджском Институте исследований познания и мозга, руководитель лабораторий магнито- и электроэнцефалографии в Орхусском университете (Россия, Великобритания, Дания)

## Диссертационные советы
Санкт-Петербургский университет первым в России ввёл практику присвоения собственных учёных степеней.
И 1 сентября 2016 года университету было возвращено историческое право проводить защиты диссертаций на соискание учёных степеней по собственным правилам (практика присуждения собственных учёных степеней существовала в СПбГУ вплоть до 1917 года).
Система собственных защит СПбГУ была создана с целью повышения качества защит и качества выпускаемых диссертаций.
Особенности системы собственных защит диссертаций в СПбГУ:
- Индивидуальный подход к соискателю: для каждой защиты диссертации создаётся отдельный диссертационный совет, включающий специалистов по теме конкретной диссертации из российских и зарубежных центров образования и науки;
- Участие экспертов: в состав диссертационного совета входят не менее пяти экспертов — докторов наук, специалистов по теме диссертации, чья квалификация должна быть подтверждена научным сообществом (публичное обсуждение формирования совета) и высокими наукометрическими показателями;
- Публичный характер защиты: соискатель публикует свою работу на сайте СПбГУ, на котором члены совета размещают отзывы за десять дней до защиты диссертации; ведётся прямая трансляция заседания диссертационного совета (университет первым в России ввёл онлайн-трансляции защит диссертаций[78]);
- Дистанционный формат: члены совета, в том числе иностранцы, в случае невозможности приехать на заседание совета могут участвовать в его заседании, задавать вопросы, голосовать в удалённом формате;
- Интеграция в мировое научное пространство: в составе диссертационного совета присутствует как минимум один специалист иностранной организации, более половины членов совета — представительство специалистов иных научных и образовательных организаций высшего образования, в том числе иностранных. Представление диссертации на сайте СПбГУ и для членов совета осуществляется на двух языках — русском и английском. Соискатель может защищать свою диссертацию на английском языке. Прямая трансляция на сайте СПбГУ ведётся на английском и русском языках.

17 января 2017 года в Санкт-Петербургском университете состоялась первая защита диссертации на соискание учёной степени кандидата исторических наук СПбГУ.

## Международная деятельность
СПбГУ первым из российских университетов вошёл в Коимбрскую группу европейских университетов и в настоящее время является её единственным членом от России.
Ежегодно более 3 тыс. иностранных граждан поступают в СПбГУ на основные и дополнительные образовательные программы, а также программы академического обмена на основании международных соглашений СПбГУ с зарубежными университетами.
Партнёры СПбГУ — более 450 университетов в 71 стране мира, среди которых 49 вузов Германии, 41 — Китая, 33 — Франции, 30 — Италии, 25 — США, 24 — Японии, 19 — Кореи, 15 — Финляндии, 13 — Испании, 12 — Норвегии и 9 вузов Канады.
В Санкт-Петербургском университете также действуют 12 программ по модели двух дипломов.
| Программа | Университет-партнёр                                  | Страна    |
| --- | ---------------------------------------------------- | --------- |
| «Менеджмент (Master in Management, MiM)»                                                                                   | Высшая коммерческая школа Парижа                     | Франция   |
| «Менеджмент (Master in Management, MiM)»                                                                                   | Венский университет экономики и бизнеса              | Австрия   |
| «Менеджмент (Master in Management, MiM)»                                                                                   | Лаппеэнрантский технологический университет          | Финляндия |
| «Профессиональная речевая деятельность в массмедиа»                                                                        | Второй Пекинский университет иностранных языков      | КНР       |
| «Информационная бизнес-аналитика»                                                                                          | Европейский университет Виадрина                     | Германия  |
| «Дипломатия Российской Федерации и зарубежных государств»                                                                  | Болонский университет                                | Италия    |
| «Исследования Балтийских и Северных стран»                                                                                 | Университет Тампере                                  | Финляндия |
| «Математические методы анализа в экономике»                                                                                | Европейский университет Виадрина                     | Германия  |
| «Германия и Восточная Европа в контексте межъязыкового и межкультурного взаимодействия»                                    | Кильский университет им. Кристиана-Альбрехта         | Германия  |
| «Экономика фирмы и инновационной деятельности»                                                                             | Технический университет Ильменау                     | Германия  |
| «Язык и коммуникации (на немецком языке)»                                                                                  | Грайфсвальдский университет им. Эрнста Морица Арндта | Германия  |
| «Россия и Франция в пространстве истории и культуры / La Russie et la France dans l’espace de l’histoire et de la culture» | Университет Сорбонна                                 | Франция   |
| «Литература России и Франции: перекрёстный взгляд / Littératures russe et française: regards croisés»                      | Университет Сорбонна                                 | Франция   |
| «Философский диалог России и Франции / Dialogue philosophique entre Russie et France»                                      | Университет Сорбонна                                 | Франция   |
| «Полярные и морские исследования» (в 2020 году приёма на программу не было)                                                | Гамбургский университет                              | Германия  |
| «Глобальная коммуникация и международная журналистика» (в 2020 году приёма на программу не было)                           | Свободный университет Берлина                        | Германия  |

| Программа                                                             | Университет-партнёр | Страна    |
| --------------------------------------------------------------------- | ------------------- | --------- |
| «Международная торговая система (на английском языке)» (магистратура) | Институт UNICTAD    | Швейцария |
| «Русский язык и литература» (магистратура)                            | Сетевой университет | СНГ       |

В 2021 году в конкурсе на поступление в Санкт-Петербургский государственный университет приняли участие рекордное количество иностранных граждан. Из 21 000 человек, подавших заявления, студентами СПбГУ стали около 1900 абитуриентов, проживающих в 74 государствах (на бюджетные места будут зачислены около 1000 абитуриентов, на договорные — около 900).
В 2023 году принято решение об открытии филиала университета в Каире.

## Научный парк
В научном парке СПбГУ открыто 24 ресурсных центра. Они объединены в группы по основным направлениям Программы развития СПбГУ.
- «Нанотехнологии и материаловедение»
  - Инновационные технологии композитных наноматериалов
  - Магнитно-резонансные методы исследования
  - Междисциплинарный ресурсный центр по направлению «Нанотехнологии»
  - Методы анализа состава вещества
  - Наноконструирование фотоактивных материалов
  - Нейтронная физика — нейтронные исследования
  - Образовательный ресурсный центр по направлению физика
  - Оптические и лазерные методы исследования вещества
  - Рентгенодифракционные методы исследования
  - Термогравиметрические и калориметрические методы исследования
  - Физические методы исследования поверхности
  - Центр прикладной аэродинамики
- «Биомедицина и здоровье человека»
  - Культивирование микроорганизмов
  - Образовательный ресурсный центр по направлению химия
  - Развитие молекулярных и клеточных технологий
  - Центр биобанк
  - Центр микроскопии и микроанализа
  - Центр диагностики функциональных материалов для медицины, фармакологии и наноэлектроники
  - ЦКП «Хромас»
- «Экология и рациональное природопользование»
  - Геомодель
  - Космические и геоинформационные технологии
  - Обсерватория экологической безопасности
- «Информационные системы и технологии»
  - Вычислительный центр СПбГУ
  - Центр коммуникативных компетенций
  - Центр социологических и интернет-исследований

Научный парк занимает более 30 000 кв. метров, а стоимость оборудования ресурсных центров составляет 7,5 млрд рублей.
С января 2015 по июль 2016 года в Научном парке СПбГУ было выполнено 1985 научных проектов и проведено 76 936 измерений. По результатам научных исследований, проведённых с использованием оборудования Научного парка, учёные опубликовали более 980 статей, из которых более 850 — в журналах, индексируемых в WoS CC и Scopus.
Научный парк СПбГУ функционирует на основе принципа общего доступа, который подразумевает использование возможностей и оборудования ресурсных центров всеми заинтересованными лицами, вне зависимости от того, являются ли они сотрудниками и студентами СПбГУ или нет. Доступность Научного парка обеспечивает штат инженеров, а также стопроцентное финансирование со стороны университета расходных материалов.

## Музеи и коллекции
Коллекции СПбГУ насчитывают более 3 млн единиц хранения и широко используются в научных исследованиях и образовательных программах. По количественному составу, тематическому и хронологическому диапазонам коллекция СПбГУ соизмерима с собраниями федеральных музеев России.
C 2017 года музейная деятельность — один из видов деятельности СПбГУ. Музейные коллекции СПбГУ объединены в Управление экспозиций и коллекций в статусе отделов, учебно-научные коллекции функционируют в рамках научно-образовательных подразделений СПбГУ или как самостоятельные подразделения.
Экспозиции и коллекции СПбГУ:
- Музей истории СПбГУ;
- Музей-архив Д. И. Менделеева;
- Музей В. В. Набокова;
- Музей современных искусств им. С. П. Дягилева;
- Отдел истории физики и практической механики;
- Минералогический музей;
- Палеонтолого-стратиграфический музей (более 300 экспонатов[86]);
- Петрографический музей;
- Палеонтологический музей;
- Гербарий.

## Ботанический сад
Ботанический сад СПбГУ появился в 30-е годы XIX века. Тогда это был небольшой участок на Менделеевской линии вдоль здания Двенадцати коллегий. Первые 75 «пород живых оранжерейных и других растений» были подарены коллекционером Ф. С. Уваровым. Благоустройством занимался профессор ботаники И. О. Шиховский. В 1850 году на службу в качестве ординарного профессора ботаники поступил Андрей Николаевич Бекетов (позже ставший ректором). Его кипучая организаторская и научная деятельность привели к превращению учебно-вспомогательного учреждения в научно-исследовательское.

В 1866 году А. Н. Бекетов и доцент ботаники А. С. Фоминцин обратились к руководству университета с ходатайством о выделении для сада новой территории и постройке оранжереи. Уговорить руководство на создание ботанического сада было непросто. В Петербурге уже был парк на Аптекарском острове. Но в декабре того же года совет университета постановил: «признавая полезным и необходимым приступить к постройке оранжереи и разведению при оной ботанического сада на дворе университета». За стеной университетского двора начинался пустырь размером около 2-х гектаров. Эта узкая полоса очевидно заброшенного и непригодного места была в то время частью Павловского училища. Бекетов обратился напрямую к военному министру Дмитрию Алексеевичу Милютину, с которым был знаком ещё со времени своей работы в «Русском Инвалиде». Выслушав учёного, Милютин предоставил университету нужный участок земли безвозмездно. Также часть денег Бекетову выделил университетский совет, а ещё 3 тысячи учёному пожертвовал его друг, известный ботаник М. С. Воронин. И вскоре состоялась торжественная закладка здания учебной оранжереи и ботанической аудитории.
«На этом участке земли был разбит сад, посредине которого на несколько возвышенном месте был построен каменный дом в три этажа, близ которого сооружена оранжерея с тремя отделениями: холодным для растений нашего климата, двумя другими — для растений из более тёплых стран, считая тропические и субтропические, где росли пальмы и древовидные папоротники. В доме была аудитория для студентов и кабинет А. Н. Бекетова, квартиры учёного садовника и лаборанта… Ботанический дом был снабжён многочисленными пособиями, служившими для практических занятий студентов и наглядного обучения. В шкафах были микроскопы наилучших для того времени образцов с набором инструментов для препарирования растений, кроме того, А. Н. Бекетов положил основание прекрасному гербарию, который постоянно пополнялся… Аудитории были снабжены несколькими сотнями прекрасно исполненных акварельных таблиц с изображением растений различных семейств и видов и сильно увеличенными частями цветов и плодов», — так описывала устройство Ботанического сада Мария Бекетова, дочь учёного.
Бекетов также благоустроил и уличную территорию Ботанического сада.
«В левой части его был разбит настоящий сад с разнообразными деревьями, дорожками, прудом и горкой, тут же были и прекрасные цветники. В другой части сада было целое поле, состоявшее из многочисленных квадратов, засаженных растениями всевозможных пород, по которым учились студенты» — писала М. А. Бекетова.
К этому времени в саду уже часто проводил свои детские годы внук Бекетова — Александр Блок.
В Ботанический сад вкладывали труд и любовь многие учёные-биологи и энтузиасты садоводы, работавшие в саду или делившиеся с ним своими коллекциями, растениями, привезёнными из дальних экспедиций. Также активное участие в жизни сада принимали студенты. Они ездили в путешествия за редкими видами цветов и деревьев, а потом зарисовывали и описывали их свойства, следили за ростом и развитием, изучали особенности на лабораторных, проводили эксперименты. Так к концу XIX века чётко определились основные направления деятельности сада: на базе живых растений выполнять учебную, научную и культурно-просветительскую функции.
С 1886 года Ботанический сад стал издавать журнал «Ботанические записки». В нём печатались труды отечественных учёных на русском языке. По данным Э. Л. Регеля, в 1896 году в коллекции университета насчитывалось до 2500 видов оранжерейных растений и более 150 видов в открытом грунте. В 1901 году в саду был заложен парк-дендрарий, насчитывавший до 1000 видов древесных и травянистых растений. Он был открыт для посещения жителям города.
В 1935 году сад был отнесён к памятникам садово-паркового искусства и взят под охрану государства. Во время Великой Отечественной войны и блокады Ленинграда оранжереи были почти полностью разрушены. На территории открытого грунта находились укрытия от бомбёжек, были разбиты огороды. Но сотрудники не сдавались и даже в ужасные холода поддерживали в оранжереях приемлемую температуру, некоторые растения перенесли в Институт им. Д. О. Отта. К концу войны уцелело около 300 видов оранжерейных растений и 40 деревьев и кустарников. Так была спасена, например, Trachycarpus fortunei — самая старая пальма, которой сейчас больше века. В 40-70-е годы директором Ботанического сада был Дмитрий Михайлович Залесский. После окончания войны сад потребовалось восстанавливать заново, практически с нуля. К счастью, новому директору с единомышленниками удалось возродить сад, восполнить видовое богатство и даже превысить его довоенный уровень, наладить учебную и научную работу. Они издали справочники-каталоги имеющихся коллекций растений закрытого и открытого грунта и наладили годовой цикл ухода за растениями. Была спроектирована и построена новая большая пальмовая оранжерея и маленькая: для суккулентов и проращивания. Ботанический сад активно участвовал в городских выставках и конкурсах. При нём существовал кружок любителей цветоводства.
В 2010-е годы началась работа по реконструкции Ботанического сада СПбГУ.

## Издательство
Издательская деятельность в университете началась практически с момента его основания в 1724 году. В 1760 году вышел первый университетский курс С. Я. Разумовского «Сокращённая математика». По отзыву профессоров С. К. Котельникова и Н. И. Попова, студенты по этому учебнику «обучены быть могут с пользою».
В 1824 году университет начинает издавать «Обозрение преподавания наук» и научные работы профессоров университета, а с 1834 года — первые магистерские и докторские диссертации. Всего до 1917 года было опубликовано свыше 1500 работ. Авторами выступали крупнейшие представители русской и мировой науки: А. Н. Бекетов, Э. Х. Ленц, Д. И. Менделеев, И. М. Сеченов, П. Л. Чебышёв и другие.
Самостоятельная издательская деятельность и выпуск книг типографским способом началась в 1934 году, когда в университете был создан издательский отдел (с 1936 года — издательская часть), а в 1939 году он был преобразован в «Издательство Ленинградского государственного университета». В этот период перед учёными университета была поставлена задача — создать новые учебники, отвечающие современным требованиям. С 1938 по 1941 год в университете было подготовлено к изданию 173 учебника.
В 1946 году начинает выходить научно-теоретический журнал «Вестник Ленинградского университета», а в 1957 году в серии «Известия высших учебных заведений» — всесоюзный научно-теоретический журнал «Правоведение». Сегодня университет является учредителем и издателем около 30 научных журналов. Все находятся в открытом доступе. Среди них «Российский журнал менеджмента», «Политическая экспертиза: ПОЛИТЭКС», «Biological Communications», «Studia Slavica et Balcanica Petropolitana», «Новейшая история России» и другие.
Журналы СПбГУ входят в перечень рецензируемых изданий ВАК, большая часть — в список лучших российских журналов RSCI (Russian Science Citation Index) на платформе Web of Science, ряд журналов — в международную базу Scopus. Журналы университета размещены на информационных ресурсах EBSCO, EastView, Ulrich’s Periodicals Directory, КиберЛенинка, MathNet.ru. и др.
Сегодня издательство продолжает традиции и выпускает учебную и научную литературу по всем областям знаний, представленным в СПбГУ, и охватывает почти все разделы гуманитарных, общественных и естественных наук, различные области техники и технологии, уделяя особое внимание изданиям учебников и учебных пособий для основных и дополнительных образовательных программ.

## Спорт
Спортивный комплекс Санкт-Петербургского университета включает в себя 2 стадиона, крытый плавательный бассейн, 27 спортивных залов (игровые и тренажёрные залы, залы борьбы, бокса, скалолазания, аэробики, тир), открытые баскетбольные, волейбольные, тренажёрные площадки и футбольное поле.
На общеуниверситетской кафедре физкультуры и спорта студенты проходят базовый курс обязательной физической подготовки и дополнительно занимаются в различных секциях и клубах. В СПбГУ действуют секции академической гребли, альпинизма, алтимата, бадминтона, баскетбола, волейбола, лёгкой атлетики, го, настольного тенниса, плавания, регби, танцевального спорта, тенниса, хоккея, черлидинга и шахмат.
В СПбГУ действует несколько спортивных объединений, в том числе спортивный клуб «Балтийские орланы» (спортивное ориентирование, киберспорт, фехтование, многоборье, футбол), клуб туристов, альпинистский клуб «Барс», секция яхтинга, гребной клуб. Ежегодно проводится Спартакиада Санкт-Петербургского университета по 35 видам спорта и соревнования на «Приз Первокурсника» по 10 видам спорта. В 2010 году сборные команды по скалолазанию и спортивному ориентированию стали призёрами всероссийских студенческих соревнований.

## Искусство

### Театр
Театр-студия Санкт-Петербургского государственного университета — коллектив художественной самодеятельности. Организован в 1944 году актрисой, режиссёром и педагогом Е. В. Карповой.
На сцене театра-студии начинали свой творческий путь Игорь Горбачёв, Нелли Подгорная, Сергей Юрский, Леонид Харитонов, Вадим Голиков, Татьяна Щуко, Елизавета Акуличева, Михаил Данилов, Андрей Толубеев, Сергей Лосев, Борис Смолкин, Иван Краско и другие известные актёры, режиссёры и театральные деятели.

### Оркестр
- Молодёжный камерный оркестр Санкт-Петербургского государственного университета

### Академический хор СПбГУ
Хор СПбГУ имеет два подразделения: «хор студентов» и «хор выпускников».
1. Народный коллектив России Хор студентов Санкт-Петербургского государственного университета[93], лауреат международных и всероссийских конкурсов — один из старейших любительских хоров России был создан в 1889 году. Руководителями хора в своё время были известные музыканты Штейнберг, Майкапар, Гаук. С 1949 года хор возглавил Григорий Моисеевич Сандлер, который проработал в нём около 45 лет. Хор под управлением Г. М. Сандлера участвовал в более чем 1400 концертах, выступал в Москве, Ленинграде, других городах Советского Союза и за рубежом (в Финляндии, Германии, Франции, Италии, Польше, Чехословакии, Югославии, Венгрии, Болгарии). С 1994 года художественный руководитель хора — Эдуард Кротман[94]. Под руководством Эдуарда Кротмана Хор студентов СПбГУ в содружестве с ведущими петербургскими оркестрами и дирижёрами подготовил и исполнил немало значительных сочинений, в том числе: кантаты «Carmina Burana» и «Catulli Carmina» Орфа, Вторая и Восьмая симфонии Малера и Месса Франка, «Освобождённый Прометей» Листа, «Половецкие пляски» из оперы Бородина «Князь Игорь», Реквиемы Моцарта и Верди, «Глория» Вивальди, «Маленькая торжественная месса» Россини, «Exodus» польского композитора Килара, кантаты «Александр Невский» Прокофьева и «Москва» Чайковского[95]. В настоящее время коллектив ведёт бурную творческую деятельность, активно сотрудничает с оркестрами Санкт-Петербургской филармонии[96] и Мариинского театра, гастролирует во Франции, Польше, Испании, Италии и США. Хор старейшего университета России участвовал в папской мессе в Ватикане[97] и в 2015 году выступили на сцене нью-йоркского Карнеги-холла[98].
2. Хор Выпускников СПбГУ также ведёт активную концертную деятельность. С 2019 года художественный руководитель Академического хора им. Г. М. Сандлера («Хора Выпускников СПбГУ») — молодой хормейстер, выпускник Санкт-Петербургской консерватории Артём Рыжихин.

## Общественные организации
- Профсоюзная организация сотрудников.
- Профсоюзная организация студентов.
- Совет молодых учёных.
- Совет ветеранов войны и труда.

## Религиозные организации
В 1997 году была отслужена первая литургия в здании Двенадцати коллегий и был освящён храм святых апостолов Петра и Павла, ликвидированный в сентябре 1918 года.
Поскольку Российская Федерация является светским государством, то в ряде законов указано о недопустимости деятельности религиозных организаций в высших учебных заведениях. Несмотря на это, в 1989 году по инициативе Л. Н. Гумилёва в СПбГУ была возрождена православная университетская община и в помещении Музея истории университета возобновлены богослужения. С 1996 по 2025 год настоятелем храма являлся выпускник физического факультета университета, кандидат физико-математических наук, кандидат богословия, протоиерей Кирилл Копейкин.

## Выпускники СПбГУ
Лауреатами Нобелевской премии стали выпускники университета
- И. П. Павлов — Лауреат Нобелевской премии по физиологии 1904 года
- Н. Н. Семёнов — Лауреат Нобелевской премии по химии 1956 года
- Л. Д. Ландау — Лауреат Нобелевской премии по физике 1962 года
- А. М. Прохоров — Лауреат Нобелевской премии по физике 1964 года
- В. В. Леонтьев — Лауреат Нобелевской премии по экономике 1973 года
- Л. В. Канторович — Лауреат Нобелевской премии по экономике 1975 года[102]
- А. И. Екимов — Лауреат Нобелевской премии по химии 2023 года[103]

Медалью Филдса награждены выпускники университета
- Г. Я. Перельман (2006, отказался от награды)
- С. К. Смирнов (2010)

Главы правительств России и СССР
- П. А. Столыпин (Председатель Совета Министров Российской империи с 8 июля 1906 по 5 сентября 1911)
- Б. В. Штюрмер (Председатель Совета Министров Российской империи с 20 января по 10 ноября 1916)
- А. Ф. Керенский (Министр-председатель Всероссийского Временного правительства с 7(20) июля 1917 по 20 октября (8 ноября) 1917)
- А. В. Кривошеин (Председатель Правительства Юга России с июня по октябрь 1920)
- В. И. Ленин (Председатель Совета народных комиссаров РСФСР с 27 октября (9 ноября) 1917 по 21 января 1924, Председатель Совета народных комиссаров СССР с 6 июля 1923 по 21 января 1924)
- В. В. Путин (Председатель Правительства Российской Федерации с 16 августа 1999 по 7 мая 2000, с 8 мая 2008 по 7 мая 2012)
- Д. А. Медведев (Председатель Правительства Российской Федерации с 8 мая 2012 по 15 января 2020)

Верховные главнокомандующие
- А. Ф. Керенский
- Н. В. Крыленко
- В. В. Путин
- Д. А. Медведев

 Президенты Российской Федерации
- В. В. Путин
- Д. А. Медведев

Президенты Российской Федерации В. В. Путин и Д. А. Медведев учились и работали в университете.
Президенты РАН
- В. Л. Комаров
- Г. И. Марчук

Президенты РАО
- Н. Д. Никандров
- Л. А. Вербицкая

 Трижды Герои Социалистического Труда
- Я. Б. Зельдович (1949, 1954, 1956)

 Дважды Герои Социалистического Труда
- В. А. Амбарцумян (1968, 1978),
- А. П. Виноградов (1949, 1975),
- И. М. Виноградов (1945, 1971),
- Н. Н. Семёнов (1966, 1976).

Лауреаты Премии имени В. И. Ленина или Ленинской премии
1926 года: Н. П. Кравков, В. А. Обручев,

1927 года: К. К. Гедройц,

1928 года: Н. Я. Марр, В. Ф. Миткевич,

1929 года: А. В. Палладин, М. С. Вревский,

1930 года: Н. А. Максимов,

1931 года: А. А. Ухтомский, А. А. Фридман(?),

1934 года: А. П. Виноградов(?),

1957 года: В. А. Догель, В. Ф. Шишмарёв, В. П. Глушко, Я. Б. Зельдович, С. С. Лавров,

 1958 года: О. А. Базилевская, К. П. Горшенин, С. Ю. Лукьянов,

 1959 года: А. А. Лебедев, А. М. Прохоров, Ю. А. Трутнев,

 1960 года: В. А. Фок, Г. Б. Померанцев, А. В. Улитовский,

 1961 года: Б. П. Никольский,

 1962 года: А. П. Виноградов, Э. К. Герлинг, Л. Д. Ландау, А. В. Погорелов, А. А. Полканов, Н. А. Невский,

 1963 года: В. П. Зуев, Ю. А. Зысин, А. М. Яковлев

 1964 года: Л. В. Канторович, Б. В. Перфильев,

 1966 года: Е. Ф. Гросс, Б. П. Захарченя, А. А. Каплянский, М. А. Ельяшевич

 1967 года: В. Ф. Евстратов,

 1970 года: А. И. Алиханян, Ю. В. Линник, С. П. Обнорский,

 1976 года: Н. Н. Семёнов, Е. Н. Царевский,

 1982 года: Д. В. Скобельцын,
Лауреаты Сталинской премии
- О. А. Алекин (1951),
- А. Д. Александров (1942),
- В. Я. Александров (1943),
- А. И. Алиханян (1941, 1948),
- В. А. Амбарцумян (1946, 1950),
- Р. Г. Баранцев (1973)
- В. Н. Беклемишев (1946, 1952),
- О. Ф. Берггольц (1951),
- И. С. Бериташвили (1941),
- Е. Э. Бертельс (1941),
- Э. А. Блехман (1942),
- А. А. Брянцев (1950),
- С. М. Букасов (1949),
- М. Л. Вейнгеров (1946),
- И. Н. Векуа (1950),
- А. В. Венедиктов (1949),
- Д. А. Вентцель (1951),
- В. В. Вересаев (1943),
- В. И. Вернадский (1943),
- В. Ю. Визе (1946),
- А. П. Виноградов (1949, 1950, 1951),
- В. В. Виноградов (1951),
- И. М. Виноградов (1941),
- В. С. Владимиров (1953),
- Н. Н. Воронин (1952),
- Д. И. Воскобойник (1951),
- О. С. Вялов (1947),
- М. П. Вяткин (1948),
- П. П. Гайдебуров (1951),
- А. А. Гершун (1942, 1949),
- Г. М. Голузин (1948),
- Ю. Н. Гороховский (1946),
- И. Э. Грабарь (1941),
- И. В. Гребенщиков (1942, 1952),
- Б. Д. Греков (1943, 1948, 1952),
- А. А. Григорьев (1947),
- А. А. Гринберг (1946),
- Е. Ф. Гросс (1946),
- А. А. Гроссгейм (1948),
- И. И. Гуревич (1949),
- Г. П. Дементьев (1952),
- И. А. Джавахишвили (1947),
- А. М. Дмитриев (1949),
- В. Ф. Евстратов (1950),
- К. С. Евстропьев (1943),
- М. А. Ельяшевич (1949, 1950),
- Н. П. Еругин (1951),
- А. П. Жданов (1946),
- В. А. Ждановский (1946),
- А. А. Заварзин (1942),
- А. Н. Захарьевский (1949),
- Б. И. Збарский (1944),
- Я. Б. Зельдович (1943, 1949, 1951, 1953),
- Л. А. Зильбер (?),
- К. А. Зубов (1946, 1947, 1948, 1951),
- В. П. Зуев (1951),
- Ю. А. Зысин(1953),
- Д. Д. Иваненко (1950),
- М. С. Иоффе (1953),
- Л. В. Канторович (1949),
- М. К. Каргер (1952),
- В. И. Коваленков (1941),
- М. С. Козодаев (1949),
- В. Л. Комаров (1941, 1942),
- Г. М. Кондратьев (1948),
- П. Я. Кочина (1946),
- Н. С. Кошляков (1953),
- К. М. Кошиц (1948),
- И. Ю. Крачковский (1951),
- В. М. Крепс (1950),
- Ю. А. Крутков (1951),
- Т. Н. Крылова-Лукомская (1952),
- В. Д. Кузнецов (1942),
- Д. К. Куликов (1952),
- А. И. Куренцов (1952),
- Л. Д. Ландау (1946, 1953),
- А. А. Лебедев (1947, 1949),
- В. В. Лебединский (1946),
- С. Г. Лехницкий (1947),
- Ю. В. Линник (1947),
- Д. С. Лихачёв (1952),
- М. Л. Лозинский (1946),
- С. Ю. Лукьянов (1953),
- П. И. Лященко (1949),
- С. О. Майзель (1946),
- С. С. Малхасянц (1946),
- И. С. Маршак (1947),
- И. И. Мещанинов (1943, 1946),
- М. Г. Мещеряков (1951, 1953),
- В. Ф. Миткевич (1943),
- Э. М. Мурзаев (1951),
- Н. И. Мусхелишвили (1941, 1947),
- Д. Н. Насонов (1943),
- Л. М. Неменов (1953),
- Б. А. Никитин (1943б 1949),
- Б. П. Никольский (1949),
- С. П. Обнорский (1947),
- И. В. Обреимов (1946),
- В. А. Обручев (1941, 1950),
- Я. А. Осис (1950),
- Т. С. Пассек (1950),
- С. С. Перов (1949),
- Б. В. Перфильев (1941),
- К. А. Петржак (1946, 1953),
- А. Д. Петров (1947),
- Б. Б. Пиотровский (1946),
- И. М. Покровская (1951),
- Г. Б. Померанцев (1950),
- Н. Г. Пономарёв (1941),
- В. С. Порецкий (1951),
- Л. П. Потапов (1951),
- Л. И. Прасолов (1942),
- В. К. Прокофьев (1950),
- Н. К. Пшеницын (1946),
- Н. Э. Радлов (1942),
- А. П. Ратнер (1941),
- В. И. Романовский (1948),
- В. В. Руднев (1951),
- В. М. Саянов (1949),
- Н. Н. Семёнов (1941, 1949),
- А. С. Серафимович (1943),
- Д. В. Скобельцын (1951),
- Г. Г. Слюсарев (1942, 1946),
- В. И. Смирнов (1948),
- Я. А. Смородинский (1951),
- С. Л. Соболев (1941, 1951, 1953),
- В. Я. Софронов (1951),
- Б. И. Степанов (1950),
- А. В. Сторонкин (1951),
- А. Н. Теренин (1946),
- В. Е. Тищенко (1941),
- Б. П. Токин (1950),
- Н. А. Толстой (1949),
- О. В. Трахтенберг (1943),
- П. Н. Третьяков (1952),
- А. И. Тудоровский (1942, 1946),
- А. В. Улитовский (1951),
- В. Н. Ушатский (1953),
- А. Е. Фаворский (1941),
- Е. К. Фёдоров (1946),
- А. Д. Федосеев (1943),
- В. А. Фок (1946),
- Я. И. Френкель (1947),
- А. М. Фролов-Багреев (1942),
- В. Г. Хлопин (1943, 1946, 1949),
- Н. Г. Хлопин (1947),
- С. А. Христианович (1942, 1946, 1952),
- Е. Н. Царевский (1946, 1953),
- В. Н. Цветков (1952),
- И. И. Черняев (1946, 1949, 1951, 1952),
- Н. П. Чижевский (1943),
- Б. Ф. Чирсаков (1946),
- Л. С. Чугурян (1947),
- Ю. А. Шапорин (1941, 1946, 1952),
- Г. Л. Шнирман (),
- А. П. Штейн (1949, 1951),
- Л. А. Шубенко-Шубин (1947),
- Г. Я. Щепкин (1953),
- С. В. Юзепчук (1952),
- А. М. Яковлев (1952),
- А. Ю. Якубовский (1952),
- В. Г. Ян (1942),
- Е. Г. Яхонтов (1946).

 Лауреаты Государственной премии Российской Федерации в области науки и технологий
- Л. Д. Фаддеев (2004)
- Д. А. Варшалович (2008)
- Ф. П. Митрофанов (2011)
- В. С. Запасский (2020)
- М. В. Ковальчук (2023)
- Н. В. Кузнецов (2024)

В числе известных государственных деятелей, окончивших Петербургский университет, — президенты Литвы А. Сметона, Д. Грибаускайте, спикер парламента Киргизии З. К. Курманов, А. А. Собчак, А. Л. Кудрин, А. В. Коновалов, С. Б. Иванов, И. А. Южанов, Л. Л. Денисова.
Выпускниками университета были такие деятели науки, как В. В. Докучаев, А. С. Попов, К. А. Тимирязев, П. П. Семёнов-Тян-Шанский.
Более 600 выпускников и преподавателей Петербургского университета были избраны членами РАН, РАО и других академий, в том числе зарубежных.
В университете обучались и окончили его писатели Ф. А. Абрамов, Г. П. Данилевский, С. Д. Довлатов, О. Н. Ларионова, М. С. Нахмансон, Б. Н. Стругацкий, И. С. Тургенев, В. Г. Ян, Айн Рэнд, поэты О. Ф. Берггольц, А. А. Блок, Д. С. Мережковский, Я. Райнис; художники А. Н. Бенуа, И. Я. Билибин, М. А. Врубель, И. Э. Грабарь, В. Д. Поленов, Н. Э. Радлов, Н. К. Рерих; артисты Б. А. Горин-Горяйнов, А. И. Сумбатов-Южин; деятели музыкального искусства Б. В. Асафьев и С. П. Дягилев; композиторы Б. Б. Бер, Х. С. Кушнарёв, А. А. Чернов, М. М. Чернов, Ю. А. Шапорин, М. А. Юдин, режиссёр В. С. Голиков, Эдита Пьеха окончила психологическое отделение философского факультета, Борис Гребенщиков и Диана Арбенина — выпускники факультета прикладной математики — процессов управления и филологического факультета, соответственно.
Знаменитые спортсмены-универсанты: Николай Панин-Коломенкин — первый олимпийский чемпион по фигурному катанию (1908), Геннадий Шатков — олимпийский чемпион по боксу (1956), Юри Тармак — олимпийский чемпион по прыжкам в высоту (1972), Татьяна Казанкина — олимпийская чемпионка по бегу на 800 м и 1500 м (1976, 1980), Юко Кавагути — двукратная чемпионка Европы по фигурному катанию (2010, 2015), десятый и двенадцатый чемпионы мира по шахматам Борис Спасский и Анатолий Карпов, Ирина Левитина — чемпионка СССР (1971, 1979 (совместно), 1979 и 1980/81) и США (1991 (совместно), 1992 и 1993 (совместно)) по шахматам, пятикратная чемпионка мира по бриджу среди женщин.
Также СПбГУ окончили крупный предприниматель и миллиардер П. В. Дуров и Ольга Бузова.

## Самоуправление
Студенческое самоуправление начало формироваться в 2000-х годах. Тогда был создан студенческий совет математико-механического факультета, он работал с администрацией и занимался исключительно вопросами общежитий. В 2001 году был создан первый студенческий совет на историческом факультете. В 2007 начались встречи студенческих советов факультетов истории, социологии и экономики. В то же время также начали появляться студенческие научные общества (действуют до сих пор и занимаются организацией конференций и других научных мероприятий). В начале 2011 года начало формироваться общеуниверситетское студенческое самоуправление, а 2 сентября 2011 года состоялась первая встреча председателей студенческого совета с администрацией.
Студенческий совет СПбГУ — представительный орган, в который входят председатели студенческих советов факультетов и колледжей, а также председатели комитетов студенческого совета СПбГУ. Его основные задачи — представление интересов студентов, вынесение предложений администрации, обеспечение информационного обмена между студентами и администрацией. Студенческий совет привлекается для разработки нормативно-правовых актов по студенческим вопросам и выносит на рассмотрение администрации предложения по любым вопросам, так или иначе касающихся студентов, например, по эксплуатации материально-технической базы, социальной защите студентов, обеспечению учебного процесса, организации внеучебной деятельности. Представители студенческого совета присутствуют в органах управления университетом. Также все обсуждаемые вопросы на заседаниях студенческого совета проходят с привлечением администрации университета.
Также СПбГУ — первый вуз России, который предоставил научно-педагогическим работникам право на самовыдвижение в коллегиальные органы университета: учёный совет вуза, учёные советы факультетов, научные комиссии и комиссии по учебно-методической работе.
Кроме того, СПбГУ первым ввёл в практику формирование комиссий по приёмке результатов работ и услуг с участием общественности, а также публичные открытые обсуждения на выполнение работ и оказание услуг, документов закупки, включая требования к участникам конкурса.

## Награды Института
- Орден Ленина
- Орден Трудового Красного Знамени
- Орден Полярной звезды (12 октября 2021, Монголия)
- Орден Дружбы (2023, Вьетнам)[109]
- Медаль «За заслуги перед Республикой Карелия» (6 февраля 2024, Карелия, Россия) — за большой вклад в подготовку квалифицированных специалистов для отраслей экономики и социальной сферы Республики Карелия[110]

## В названиях
- До 2021 года имя носила гора на Памире «пик ЛГУ», ныне гора Масова (в честь Рахима Масова).
- В связи с предстоящим 300-летним юбилеем университета, имя присвоено горе в Бурятии, высота 1724 м[111].

## В культуре
300-летию СПбГУ посвящён тематический поезд Петербургского метрополитена, 31 июля запущенный на Московско-Петроградскую линию.